# Geboorteplanning
Met geboorteplanning wordt vaak voornamelijk anticonceptie bedoeld. Daarnaast kunnen ook heel andere zaken een rol spelen zoals vruchtbaarheidsonderzoek, kunstmatige inseminatie en in-vitrofertilisatie (IVF), evenals erfelijkheidsonderzoek.